# 사후 확률
사후 확률(Posterior probability)은 베이즈 규칙을 적용하여 가능도로 요약된 정보로 사전 확률을 업데이트한 결과 발생하는 조건부 확률의 한 유형이다. 인식론적 관점에서 볼 때, 사후 확률에는 사전 지식과 특정 시간에 이용 가능한 관찰을 설명하는 수학적 모델이 주어지면 불확실한 명제(예: 과학적 가설 또는 매개변수 값)에 대해 알아야 할 모든 것이 포함된다. 새로운 정보가 도착한 후, 현재 사후 확률은 또 다른 베이즈 업데이트 라운드에서 사전 확률로 사용될 수 있다.
베이즈 통계학적 맥락에서 사후 확률 분포는 일반적으로 관찰된 데이터 수집을 조건으로 하는 통계 매개변수에 대한 인식론적 불확실성을 설명한다. 주어진 사후 분포로부터 최대 사후 밀도 간격(MAP) 또는 최고 사후 밀도 간격(HPDI)과 같은 다양한 점 및 간격 추정치가 파생될 수 있다. 그러나 개념적으로는 단순하지만 사후 분포는 일반적으로 다루기 어렵기 때문에 분석적으로나 수치적으로 근사화해야 한다.

## 같이 보기
- 예측구간
- 베이즈주의 인식론
- 메트로폴리스-헤이스팅스 알고리즘